# 생태형성
생태형성(Ecopoiesis)은 로버트 헤인즈(Robert Haynes)가 만든 신조어다. 그리스어의 집이라는 뜻의 οικος와 생산이라는 뜻의 ποιησις의 조합으로 만들어졌다. 생태형성은 생태계의 근원을 만드는 것을 의미한다. 헤인즈의 설명에 따르면, 생태형성은 현재는 생명이 없는 불모지 행성에서 지속될 수 있는 생태계를 형성하는 것이다. 생태형성은 테라포밍의 첫단계 중 하나다. 생태형성의 기본 단계는 일반적으로 미생물을 퍼뜨리는 것이다. 행성의 조건이 지구와 비슷해짐에 따라 식물을 가져가 심는데, 그렇게 함에 따라 산소의 생산이 촉진되며, 이론적으로는 그렇게 하여 행성이 마침내 동물의 생존이 가능하도록 만들 수 있다.

## 현재 연구 상황
- Robotic Lunar Ecopoiesis Test Bed Principal Investigator: Paul Todd (2004)

## 참고 문헌
1. ↑  Fogg, Martyn J. (1995). 《Terraforming: Engineering Planetary Environments》. SAE International, Warrendale, PA.

## 같이 보기
- 테라포밍